# Laloides notabilis
Laloides notabilis är en tvåvingeart som först beskrevs av Macquart 1838.  Laloides notabilis ingår i släktet Laloides och familjen rovflugor. Inga underarter finns listade i Catalogue of Life.